# Liga de Rugby del País Vasco
La Liga de Rugby del País Vasco, cuyo nombre oficial es Euskal Liga, es un torneo de rugby organizado por la Federación Vasca de Rugby. Es una de las ligas regionales que conforman el tercer nivel del rugby en España, por debajo de la División de Honor B de Rugby. En esta división compiten los equipos de las comunidades autónomas del País Vasco, de Navarra, de La Rioja. y desde 2018 también el Sarako Izarra de Labort.  Hasta 2014 también se incluía en la Primera División Nacional de Rugby.

## Sistema de competencia
Dentro de la Liga Vasca hay equipos de Araba, Bizkaia, Gipuzkoa, Navarra y Rioja. En 2018 también se incluyó el equipo Sarako Izarra. A partir de la temporada 2016-17, los equipos se organizan en dos niveles. Hay 10 equipos en primera división y juegan una liga a dos jornadas, todos contra otros. El campeón se clasifica para los play-offs para ascender a División de Honor B.  En el segundo nivel, dependiendo del número de grupos, se realizan dos o tres conjuntos. En algunos años también se ha completado el tercer nivel.
Los puntos de la liga se distribuyen de la siguiente manera:
- Victoria: 4 puntos
- Empate: 2 puntos
- Bonificación ofensiva, para el equipo que anota 4 o más intentos: un punto.
- Bonificación defensiva para el equipo que pierde por 7 puntos o menos: 1 punto

| Temporada | Campeón                     | Subcampeón                     |
| --------- | --------------------------- | ------------------------------ |
| 2000-01   | Club Atlético San Sebastián | Gaztedi                        |
| 2001-02   | Getxo "B"                   | Ximut Zarautz                  |
| 2002-03   | Getxo "B"                   | Elorrio R. T.                  |
| 2003-04   | Ximut Zarautz               | Bera Bera                      |
| 2004-05   | Kakarraldo                  | Gaztedi                        |
| 2005-06   | Eibar                       | Kakarraldo                     |
| 2006-07   | Zarautz                     | Getxo "B"                      |
| 2007-08   | Zarautz                     | Mungia                         |
| 2008-09   | Ordizia "B"                 | Santander                      |
| 2009-10   | Bera Bera "B"               | Gernika "B"                    |
| 2010-11   | Gernika "B"                 | R. C. Rioja                    |
| 2011-12   | Universitario Bilbao        | Irun                           |
| 2012-13   | La Unica                    | Getxo "B"                      |
| 2013-14   | BRT Menditarrak             | Ordizia "B"                    |
| 2014-15   | Ordizia "B"                 | Universitario Bilbao           |
| 2015-16   | Gaztedi                     | Universitario Bilbao           |
| 2016-17   | La Unica                    | Gaztedi                        |
| 2017-18   | La Unica                    | Ordizia "B"                    |
| 2018-19   | Universitario Bilbao        | Gaztedi                        |
| 2019-20   | La Unica                    | Durango                        |
| 2020-21   | Sarako Izarra               | Durango                        |
| 2021-22   | La Unica                    | Sarako Izarra                  |
| 2022-23   | Elorrio R. T.               | Getxo R. T. "B"                |
| 2023-24   | Universitario Bilbao "B"    | Elorrio R. T.                  |
| 2024-25   | Betsaide Elorrio R. T.      | Universitario Bilbao Rugby "B" |
| 2025-26   | Por decidirse               | Por decidirse                  |

Temporada 2019-20 cancelada debido a la pandemia del COVID-19.